# Opius crenuturis
Opius crenuturis är en stekelart som beskrevs av Fischer 1996. Opius crenuturis ingår i släktet Opius och familjen bracksteklar. Inga underarter finns listade i Catalogue of Life.